# Graphviz
Graphviz (Graph Visualization) es un conjunto de herramientas de software para el diseño de diagramas definido en el lenguaje descriptivo DOT. Fue desarrollado por AT&T Labs y liberado como software libre con licencia tipo Eclipse.

## Arquitectura
Graphviz consiste en un lenguaje de descripción de grafos llamado DOT, un conjunto de herramientas y bibliotecas que pueden generar o procesar archivos DOT:
- dot

Una herramienta en línea de comandos para producir imágenes con los vértices de un grafo dirigido en niveles, en una variedad de formatos de salida (PostScript, pdf, svg, png, etc.).
- neato

Para graficar usando el modelo de muelle (elástico). Útil para grafos hasta aproximadamente mil nodos.
- sfdp

Un motor de dibujo para grafos muy grandes.
- fdp

Otro motor de dibujo para grafos.
- twopi

Para esquemas de grafos radiales.
- circo

Para esquemas de gráficos circulares.
- dotty

Una interfaz gráfica de usuario para visualizar y editar gráficos.
- lefty

Un widget programable que muestra gráficos DOT y permite al usuario efectuar acciones sobre ellos con el ratón.

## Aplicaciones que usan Graphviz
- AsciiDoc
- ArgoUML
- Bison
- ConnectedText
- Doxygen
- Gephi
- Gramps
- Omnigraffle
- Org-mode
- PlantUML
- Puppet
- Scribus
- Sphinx
- TOra
- Trac
- WikidPad
- Zim